# Tour du Danemark 2005

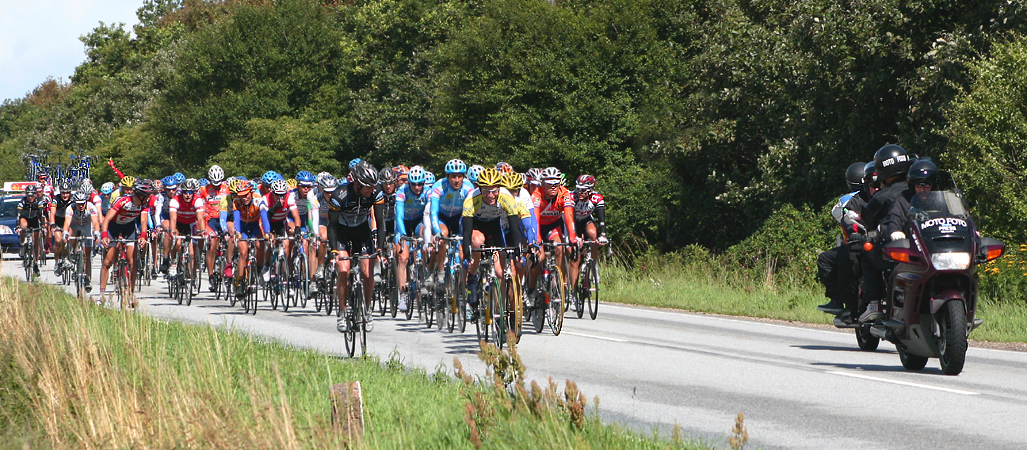
Tour du Danemark 2005

Le Tour du Danemark 2005 est la 15e édition de cette course cycliste sur route masculine. La compétition a lieu du 3 au 7 août 2006 au Danemark. La course fait partie de l'UCI Europe Tour 2005, le second calendrier le plus important du cyclisme sur route. Tracée entre Skive et Frederiksberg, l'épreuve est composée d'un total de six étapes en ligne.
La victoire au général revient à l'Italien Ivan Basso (CSC), qui s'impose avec quatre victoires d'étapes, devant son coéquipier le Norvégien Kurt Asle Arvesen et l'Australien Rory Sutherland (Rabobank). Le classement par points est remporté par Basso et le classement de la montagne par l'Allemand Martin Müller (Wiesenhof). Sutherland obtient le maillot du meilleur jeune, tandis que l'équipe danoise CSC s'assure la victoire au classement par équipes.

## Présentation

### Equipes
Le Tour du Danemark 2005 fait partie de l'UCI Europe Tour. On retrouve un total de 3 UCI Proteams, sept équipes continentales, quatre équipes continentales auxquelles il faut ajouter une équipe nationale, celle du Danemark.
| ProTeams (3)- CSC - T-Mobile - Rabobank Équipes continentales professionnelles (7)- AG2R Prévoyance - Ceramica Panaria-Navigare - Intel-Action - Barloworld-Valsir - Landbouwkrediet-Colnago - Chocolade Jacques-T-Interim - Wiesenhof Équipes continentales (3)- Ed' System ZVVZ - GLS - Glud & Marstrand Horsens Équipe nationale- Danemark Unknown team category- ColoQuick |
| |

## Étapes
| Étape     | Date   | Villes étapes            | type                        | Distance (km) | Vainqueur d'étape | Leader du classement général |
| --------- | ------ | ------------------------ | --------------------------- | ------------- | ----------------- | ---------------------------- |
| 1re étape | 3 août | Skive – Skive            | étape de plaine             | 210           | Ivan Basso        | Ivan Basso                   |
| 2e étape  | 4 août | Viborg – Aarhus          | étape de plaine             | 187           | Ivan Basso        | Ivan Basso                   |
| 3e étape  | 5 août | Aarhus – Vejle           | étape de plaine             | 187           | Ivan Basso        | Ivan Basso                   |
| 4e étape  | 5 août | Assens – Odense          | étape de plaine             | 90            | Paride Grillo     | Ivan Basso                   |
| 5e étape  | 6 août | Nyborg – Nyborg          | contre-la-montre individuel | 13,8          | Ivan Basso        | Ivan Basso                   |
| 6e étape  | 7 août | Slagelse – Frederiksberg | étape de plaine             | 165           | André Greipel     | Ivan Basso                   |

## Déroulement de la course

### 1reétape
La première étape s'est déroulée le 3 août 2005 autour de la ville de Skive, sur une distance de 210 km. Elle a été remportée par l'Italien Ivan Basso (CSC) qui s'impose quelques secondes devant le peloton, réglé lui par l'Allemand André Greipel (Wiesenhof) et son coéquipier le Norvégien Kurt Asle Arvesen (CSC). Basso s'empare également du maillot jaune de leader du classement général.
| \| Classement de l'étape \| Classement de l'étape \| Classement de l'étape \| Classement de l'étape \| Classement de l'étape \| \| Coureur \| Coureur \| Pays \| Équipe \| Temps \| \| --------------------- \| --------------------- \| --------------------- \| ------------------------- \| --------------------- \| \| 1er \| Ivan Basso \| Italie \| CSC \| 4 h 55 min 13 s \| \| 2e \| André Greipel \| Allemagne \| Wiesenhof \| + 9 s \| \| 3e \| Kurt Asle Arvesen \| Norvège \| CSC \| + 9 s \| \| 4e \| Jens-Erik Madsen \| Danemark \| Glud & Marstrand Horsens \| + 9 s \| \| 5e \| Paride Grillo \| Italie \| Ceramica Panaria-Navigare \| + 9 s \| \| 6e \| Nicki Sørensen \| Danemark \| CSC \| + 9 s \| \| 7e \| Aliaksandr Usau \| Biélorussie \| AG2R Prévoyance \| + 9 s \| \| 8e \| Pedro Horrillo \| Espagne \| Rabobank \| + 9 s \| \| 9e \| Lloyd Mondory \| France \| AG2R Prévoyance \| + 9 s \| \| 10e \| James Vanlandschoot \| Belgique \| Landbouwkrediet-Colnago \| + 9 s \| |                     |             |                           |                 |
| |                     |             |                           |                 |
| |                     |             |                           |                 |
| Classement de l'étape |                     |             |                           |                 |
| Coureur | Coureur             | Pays        | Équipe                    | Temps           |
| 1er | Ivan Basso          | Italie      | CSC                       | 4 h 55 min 13 s |
| 2e | André Greipel       | Allemagne   | Wiesenhof                 | + 9 s           |
| 3e | Kurt Asle Arvesen   | Norvège     | CSC                       | + 9 s           |
| 4e | Jens-Erik Madsen    | Danemark    | Glud & Marstrand Horsens  | + 9 s           |
| 5e | Paride Grillo       | Italie      | Ceramica Panaria-Navigare | + 9 s           |
| 6e | Nicki Sørensen      | Danemark    | CSC                       | + 9 s           |
| 7e | Aliaksandr Usau     | Biélorussie | AG2R Prévoyance           | + 9 s           |
| 8e | Pedro Horrillo      | Espagne     | Rabobank                  | + 9 s           |
| 9e | Lloyd Mondory       | France      | AG2R Prévoyance           | + 9 s           |
| 10e | James Vanlandschoot | Belgique    | Landbouwkrediet-Colnago   | + 9 s           |

| \| Classement général \| Classement général \| Classement général \| Classement général \| Classement général \| \| Coureur \| Coureur \| Pays \| Équipe \| Temps \| \| ------------------ \| ------------------- \| ------------------ \| ------------------------- \| ------------------ \| \| 1er \| Ivan Basso \| Italie \| CSC \| 4 h 55 min 03 s \| \| 2e \| André Greipel \| Allemagne \| Wiesenhof \| + 13 s \| \| 3e \| Kurt Asle Arvesen \| Norvège \| CSC \| + 15 s \| \| 4e \| Jens-Erik Madsen \| Danemark \| Glud & Marstrand Horsens \| + 19 s \| \| 5e \| Paride Grillo \| Italie \| Ceramica Panaria-Navigare \| + 19 s \| \| 6e \| Nicki Sørensen \| Danemark \| CSC \| + 19 s \| \| 7e \| Aliaksandr Usau \| Biélorussie \| AG2R Prévoyance \| + 19 s \| \| 8e \| Pedro Horrillo \| Espagne \| Rabobank \| + 19 s \| \| 9e \| Lloyd Mondory \| France \| AG2R Prévoyance \| + 19 s \| \| 10e \| James Vanlandschoot \| Belgique \| Landbouwkrediet-Colnago \| + 19 s \| |                     |             |                           |                 |
| |                     |             |                           |                 |
| |                     |             |                           |                 |
| Classement général |                     |             |                           |                 |
| Coureur | Coureur             | Pays        | Équipe                    | Temps           |
| 1er | Ivan Basso          | Italie      | CSC                       | 4 h 55 min 03 s |
| 2e | André Greipel       | Allemagne   | Wiesenhof                 | + 13 s          |
| 3e | Kurt Asle Arvesen   | Norvège     | CSC                       | + 15 s          |
| 4e | Jens-Erik Madsen    | Danemark    | Glud & Marstrand Horsens  | + 19 s          |
| 5e | Paride Grillo       | Italie      | Ceramica Panaria-Navigare | + 19 s          |
| 6e | Nicki Sørensen      | Danemark    | CSC                       | + 19 s          |
| 7e | Aliaksandr Usau     | Biélorussie | AG2R Prévoyance           | + 19 s          |
| 8e | Pedro Horrillo      | Espagne     | Rabobank                  | + 19 s          |
| 9e | Lloyd Mondory       | France      | AG2R Prévoyance           | + 19 s          |
| 10e | James Vanlandschoot | Belgique    | Landbouwkrediet-Colnago   | + 19 s          |

### 2eétape
La deuxième étape s'est déroulée le 4 août 2005 de Viborg à Aarhus, sur une distance de 187 km.
| \| Classement de l'étape \| Classement de l'étape \| Classement de l'étape \| Classement de l'étape \| Classement de l'étape \| \| Coureur \| Coureur \| Pays \| Équipe \| Temps \| \| --------------------- \| --------------------- \| --------------------- \| --------------------------- \| --------------------- \| \| 1er \| Ivan Basso \| Italie \| CSC \| 4 h 31 min 08 s \| \| 2e \| Daniele Nardello \| Italie \| T-Mobile \| + 0 s \| \| 3e \| André Greipel \| Allemagne \| Wiesenhof \| + 0 s \| \| 4e \| Iljo Keisse \| Belgique \| Chocolade Jacques-T-Interim \| + 0 s \| \| 5e \| Martin Pedersen \| Danemark \| GLS \| + 0 s \| \| 6e \| Michal Přecechtěl \| Tchéquie \| Ed System-ZVVZ \| + 0 s \| \| 7e \| Lloyd Mondory \| France \| AG2R Prévoyance \| + 0 s \| \| 8e \| Aliaksandr Usau \| Biélorussie \| AG2R Prévoyance \| + 0 s \| \| 9e \| James Vanlandschoot \| Belgique \| Landbouwkrediet-Colnago \| + 0 s \| \| 10e \| Roy Sentjens \| Belgique \| Rabobank \| + 0 s \| |                     |             |                             |                 |
| |                     |             |                             |                 |
| |                     |             |                             |                 |
| Classement de l'étape |                     |             |                             |                 |
| Coureur | Coureur             | Pays        | Équipe                      | Temps           |
| 1er | Ivan Basso          | Italie      | CSC                         | 4 h 31 min 08 s |
| 2e | Daniele Nardello    | Italie      | T-Mobile                    | + 0 s           |
| 3e | André Greipel       | Allemagne   | Wiesenhof                   | + 0 s           |
| 4e | Iljo Keisse         | Belgique    | Chocolade Jacques-T-Interim | + 0 s           |
| 5e | Martin Pedersen     | Danemark    | GLS                         | + 0 s           |
| 6e | Michal Přecechtěl   | Tchéquie    | Ed System-ZVVZ              | + 0 s           |
| 7e | Lloyd Mondory       | France      | AG2R Prévoyance             | + 0 s           |
| 8e | Aliaksandr Usau     | Biélorussie | AG2R Prévoyance             | + 0 s           |
| 9e | James Vanlandschoot | Belgique    | Landbouwkrediet-Colnago     | + 0 s           |
| 10e | Roy Sentjens        | Belgique    | Rabobank                    | + 0 s           |

| \| Classement général \| Classement général \| Classement général \| Classement général \| Classement général \| \| Coureur \| Coureur \| Pays \| Équipe \| Temps \| \| ------------------ \| ------------------- \| ------------------ \| ------------------------ \| ------------------ \| \| 1er \| Ivan Basso \| Italie \| CSC \| 9 h 26 min 01 s \| \| 2e \| André Greipel \| Allemagne \| Wiesenhof \| + 19 s \| \| 3e \| Daniele Nardello \| Italie \| T-Mobile \| + 23 s \| \| 4e \| Kurt Asle Arvesen \| Norvège \| CSC \| + 25 s \| \| 5e \| Håvard Nybø \| Norvège \| Glud & Marstrand Horsens \| + 28 s \| \| 6e \| Aliaksandr Usau \| Biélorussie \| AG2R Prévoyance \| + 29 s \| \| 7e \| Lloyd Mondory \| France \| AG2R Prévoyance \| + 29 s \| \| 8e \| Michal Přecechtěl \| Tchéquie \| Ed System-ZVVZ \| + 29 s \| \| 9e \| Jens-Erik Madsen \| Danemark \| Glud & Marstrand Horsens \| + 29 s \| \| 10e \| James Vanlandschoot \| Belgique \| Landbouwkrediet-Colnago \| + 29 s \| |                     |             |                          |                 |
| |                     |             |                          |                 |
| |                     |             |                          |                 |
| Classement général |                     |             |                          |                 |
| Coureur | Coureur             | Pays        | Équipe                   | Temps           |
| 1er | Ivan Basso          | Italie      | CSC                      | 9 h 26 min 01 s |
| 2e | André Greipel       | Allemagne   | Wiesenhof                | + 19 s          |
| 3e | Daniele Nardello    | Italie      | T-Mobile                 | + 23 s          |
| 4e | Kurt Asle Arvesen   | Norvège     | CSC                      | + 25 s          |
| 5e | Håvard Nybø         | Norvège     | Glud & Marstrand Horsens | + 28 s          |
| 6e | Aliaksandr Usau     | Biélorussie | AG2R Prévoyance          | + 29 s          |
| 7e | Lloyd Mondory       | France      | AG2R Prévoyance          | + 29 s          |
| 8e | Michal Přecechtěl   | Tchéquie    | Ed System-ZVVZ           | + 29 s          |
| 9e | Jens-Erik Madsen    | Danemark    | Glud & Marstrand Horsens | + 29 s          |
| 10e | James Vanlandschoot | Belgique    | Landbouwkrediet-Colnago  | + 29 s          |

### 3eétape
La troisième étape s'est déroulée le 5 août 2005 de Aarhus à Vejle, sur une distance de 187 km.
| \| Classement de l'étape \| Classement de l'étape \| Classement de l'étape \| Classement de l'étape \| Classement de l'étape \| \| Coureur \| Coureur \| Pays \| Équipe \| Temps \| \| --------------------- \| --------------------- \| --------------------- \| --------------------------- \| --------------------- \| \| 1er \| Ivan Basso \| Italie \| CSC \| 4 h 44 min 15 s \| \| 2e \| Rory Sutherland \| Australie \| Rabobank \| + 1 min 09 s \| \| 3e \| Moisés Aldape \| Mexique \| Ceramica Panaria-Navigare \| + 1 min 09 s \| \| 4e \| Kurt Asle Arvesen \| Norvège \| CSC \| + 1 min 10 s \| \| 5e \| Daniele Nardello \| Italie \| T-Mobile \| + 1 min 10 s \| \| 6e \| Jens Voigt \| Allemagne \| CSC \| + 1 min 23 s \| \| 7e \| Jakob Fuglsang \| Danemark \| \| + 1 min 29 s \| \| 8e \| Alexandr Kolobnev \| Russie \| Rabobank \| + 1 min 29 s \| \| 9e \| Roy Sentjens \| Belgique \| Rabobank \| + 1 min 34 s \| \| 10e \| Iljo Keisse \| Belgique \| Chocolade Jacques-T-Interim \| + 1 min 36 s \| |                   |           |                             |                 |
| |                   |           |                             |                 |
| |                   |           |                             |                 |
| Classement de l'étape |                   |           |                             |                 |
| Coureur | Coureur           | Pays      | Équipe                      | Temps           |
| 1er | Ivan Basso        | Italie    | CSC                         | 4 h 44 min 15 s |
| 2e | Rory Sutherland   | Australie | Rabobank                    | + 1 min 09 s    |
| 3e | Moisés Aldape     | Mexique   | Ceramica Panaria-Navigare   | + 1 min 09 s    |
| 4e | Kurt Asle Arvesen | Norvège   | CSC                         | + 1 min 10 s    |
| 5e | Daniele Nardello  | Italie    | T-Mobile                    | + 1 min 10 s    |
| 6e | Jens Voigt        | Allemagne | CSC                         | + 1 min 23 s    |
| 7e | Jakob Fuglsang    | Danemark  |                             | + 1 min 29 s    |
| 8e | Alexandr Kolobnev | Russie    | Rabobank                    | + 1 min 29 s    |
| 9e | Roy Sentjens      | Belgique  | Rabobank                    | + 1 min 34 s    |
| 10e | Iljo Keisse       | Belgique  | Chocolade Jacques-T-Interim | + 1 min 36 s    |

| \| Classement général \| Classement général \| Classement général \| Classement général \| Classement général \| \| Coureur \| Coureur \| Pays \| Équipe \| Temps \| \| ------------------ \| ------------------ \| ------------------ \| ----------------------- \| ------------------ \| \| 1er \| Ivan Basso \| Italie \| CSC \| 14 h 10 min 02 s \| \| 2e \| Daniele Nardello \| Italie \| T-Mobile \| + 1 min 45 s \| \| 3e \| Rory Sutherland \| Australie \| Rabobank \| + 1 min 46 s \| \| 4e \| Kurt Asle Arvesen \| Norvège \| CSC \| + 1 min 48 s \| \| 5e \| Alexandr Kolobnev \| Russie \| Rabobank \| + 2 min 12 s \| \| 6e \| Roy Sentjens \| Belgique \| Rabobank \| + 2 min 17 s \| \| 7e \| Bernhard Kohl \| Autriche \| T-Mobile \| + 2 min 19 s \| \| 8e \| André Greipel \| Allemagne \| Wiesenhof \| + 2 min 20 s \| \| 9e \| Grischa Niermann \| Allemagne \| Rabobank \| + 2 min 21 s \| \| 10e \| Sergueï Lagoutine \| Ouzbekistan \| Landbouwkrediet-Colnago \| + 2 min 23 s \| |                   |             |                         |                  |
| |                   |             |                         |                  |
| |                   |             |                         |                  |
| Classement général |                   |             |                         |                  |
| Coureur | Coureur           | Pays        | Équipe                  | Temps            |
| 1er | Ivan Basso        | Italie      | CSC                     | 14 h 10 min 02 s |
| 2e | Daniele Nardello  | Italie      | T-Mobile                | + 1 min 45 s     |
| 3e | Rory Sutherland   | Australie   | Rabobank                | + 1 min 46 s     |
| 4e | Kurt Asle Arvesen | Norvège     | CSC                     | + 1 min 48 s     |
| 5e | Alexandr Kolobnev | Russie      | Rabobank                | + 2 min 12 s     |
| 6e | Roy Sentjens      | Belgique    | Rabobank                | + 2 min 17 s     |
| 7e | Bernhard Kohl     | Autriche    | T-Mobile                | + 2 min 19 s     |
| 8e | André Greipel     | Allemagne   | Wiesenhof               | + 2 min 20 s     |
| 9e | Grischa Niermann  | Allemagne   | Rabobank                | + 2 min 21 s     |
| 10e | Sergueï Lagoutine | Ouzbekistan | Landbouwkrediet-Colnago | + 2 min 23 s     |

### 4eétape
La quatrième étape s'est déroulée le 5 août 2005 de Assens à Odense, sur une distance de 90 km.
| \| Classement de l'étape \| Classement de l'étape \| Classement de l'étape \| Classement de l'étape \| Classement de l'étape \| \| Coureur \| Coureur \| Pays \| Équipe \| Temps \| \| --------------------- \| --------------------- \| --------------------- \| --------------------------- \| --------------------- \| \| 1er \| Paride Grillo \| Italie \| Ceramica Panaria-Navigare \| 1 h 56 min 36 s \| \| 2e \| Aliaksandr Usau \| Biélorussie \| AG2R Prévoyance \| + 0 s \| \| 3e \| Tomas Vaitkus \| Lituanie \| AG2R Prévoyance \| + 0 s \| \| 4e \| Martin Pedersen \| Danemark \| GLS \| + 0 s \| \| 5e \| James Vanlandschoot \| Belgique \| Landbouwkrediet-Colnago \| + 0 s \| \| 6e \| Iljo Keisse \| Belgique \| Chocolade Jacques-T-Interim \| + 0 s \| \| 7e \| André Greipel \| Allemagne \| Wiesenhof \| + 0 s \| \| 8e \| Ján Svorada \| Tchéquie \| Ed System-ZVVZ \| + 0 s \| \| 9e \| Marcin Lewandowski \| Pologne \| Intel-Action \| + 0 s \| \| 10e \| Jens-Erik Madsen \| Danemark \| Glud & Marstrand Horsens \| + 0 s \| |                     |             |                             |                 |
| |                     |             |                             |                 |
| |                     |             |                             |                 |
| Classement de l'étape |                     |             |                             |                 |
| Coureur | Coureur             | Pays        | Équipe                      | Temps           |
| 1er | Paride Grillo       | Italie      | Ceramica Panaria-Navigare   | 1 h 56 min 36 s |
| 2e | Aliaksandr Usau     | Biélorussie | AG2R Prévoyance             | + 0 s           |
| 3e | Tomas Vaitkus       | Lituanie    | AG2R Prévoyance             | + 0 s           |
| 4e | Martin Pedersen     | Danemark    | GLS                         | + 0 s           |
| 5e | James Vanlandschoot | Belgique    | Landbouwkrediet-Colnago     | + 0 s           |
| 6e | Iljo Keisse         | Belgique    | Chocolade Jacques-T-Interim | + 0 s           |
| 7e | André Greipel       | Allemagne   | Wiesenhof                   | + 0 s           |
| 8e | Ján Svorada         | Tchéquie    | Ed System-ZVVZ              | + 0 s           |
| 9e | Marcin Lewandowski  | Pologne     | Intel-Action                | + 0 s           |
| 10e | Jens-Erik Madsen    | Danemark    | Glud & Marstrand Horsens    | + 0 s           |

| \| Classement général \| Classement général \| Classement général \| Classement général \| Classement général \| \| Coureur \| Coureur \| Pays \| Équipe \| Temps \| \| ------------------ \| ------------------ \| ------------------ \| ----------------------- \| ------------------ \| \| 1er \| Ivan Basso \| Italie \| CSC \| 16 h 06 min 38 s \| \| 2e \| Daniele Nardello \| Italie \| T-Mobile \| + 1 min 45 s \| \| 3e \| Rory Sutherland \| Australie \| Rabobank \| + 1 min 46 s \| \| 4e \| Kurt Asle Arvesen \| Norvège \| CSC \| + 1 min 48 s \| \| 5e \| Alexandr Kolobnev \| Russie \| Rabobank \| + 2 min 12 s \| \| 6e \| Roy Sentjens \| Belgique \| Rabobank \| + 2 min 17 s \| \| 7e \| Bernhard Kohl \| Autriche \| T-Mobile \| + 2 min 19 s \| \| 8e \| André Greipel \| Allemagne \| Wiesenhof \| + 2 min 20 s \| \| 9e \| Grischa Niermann \| Allemagne \| Rabobank \| + 2 min 21 s \| \| 10e \| Sergueï Lagoutine \| Ouzbekistan \| Landbouwkrediet-Colnago \| + 2 min 23 s \| |                   |             |                         |                  |
| |                   |             |                         |                  |
| |                   |             |                         |                  |
| Classement général |                   |             |                         |                  |
| Coureur | Coureur           | Pays        | Équipe                  | Temps            |
| 1er | Ivan Basso        | Italie      | CSC                     | 16 h 06 min 38 s |
| 2e | Daniele Nardello  | Italie      | T-Mobile                | + 1 min 45 s     |
| 3e | Rory Sutherland   | Australie   | Rabobank                | + 1 min 46 s     |
| 4e | Kurt Asle Arvesen | Norvège     | CSC                     | + 1 min 48 s     |
| 5e | Alexandr Kolobnev | Russie      | Rabobank                | + 2 min 12 s     |
| 6e | Roy Sentjens      | Belgique    | Rabobank                | + 2 min 17 s     |
| 7e | Bernhard Kohl     | Autriche    | T-Mobile                | + 2 min 19 s     |
| 8e | André Greipel     | Allemagne   | Wiesenhof               | + 2 min 20 s     |
| 9e | Grischa Niermann  | Allemagne   | Rabobank                | + 2 min 21 s     |
| 10e | Sergueï Lagoutine | Ouzbekistan | Landbouwkrediet-Colnago | + 2 min 23 s     |

### 5eétape
La cinquième étape s'est déroulée le 6 août 2005 sous la forme d'un contre-la-montre individuel autour de Nyborg, sur une distance de 13,8 km.
| \| Classement de l'étape \| Classement de l'étape \| Classement de l'étape \| Classement de l'étape \| Classement de l'étape \| \| Coureur \| Coureur \| Pays \| Équipe \| Temps \| \| --------------------- \| --------------------- \| --------------------- \| ------------------------- \| --------------------- \| \| 1er \| Ivan Basso \| Italie \| CSC \| + 16 min 15 s \| \| 2e \| Jens Voigt \| Allemagne \| CSC \| + 24 s \| \| 3e \| Kurt Asle Arvesen \| Norvège \| CSC \| + 40 s \| \| 4e \| Tomas Vaitkus \| Lituanie \| AG2R Prévoyance \| + 43 s \| \| 5e \| Łukasz Bodnar \| Pologne \| Intel-Action \| + 51 s \| \| 6e \| Lars Bak \| Danemark \| CSC \| + 1 min 00 s \| \| 7e \| Sergiy Matveyev \| Ukraine \| Ceramica Panaria-Navigare \| + 1 min 02 s \| \| 8e \| Rory Sutherland \| Australie \| Rabobank \| + 1 min 05 s \| \| 9e \| Jacob Moe Rasmussen \| Danemark \| GLS \| + 1 min 08 s \| \| 10e \| Bogdan Bondariew \| Ukraine \| Intel-Action \| + 1 min 08 s \| |                     |           |                           |               |
| |                     |           |                           |               |
| |                     |           |                           |               |
| Classement de l'étape |                     |           |                           |               |
| Coureur | Coureur             | Pays      | Équipe                    | Temps         |
| 1er | Ivan Basso          | Italie    | CSC                       | + 16 min 15 s |
| 2e | Jens Voigt          | Allemagne | CSC                       | + 24 s        |
| 3e | Kurt Asle Arvesen   | Norvège   | CSC                       | + 40 s        |
| 4e | Tomas Vaitkus       | Lituanie  | AG2R Prévoyance           | + 43 s        |
| 5e | Łukasz Bodnar       | Pologne   | Intel-Action              | + 51 s        |
| 6e | Lars Bak            | Danemark  | CSC                       | + 1 min 00 s  |
| 7e | Sergiy Matveyev     | Ukraine   | Ceramica Panaria-Navigare | + 1 min 02 s  |
| 8e | Rory Sutherland     | Australie | Rabobank                  | + 1 min 05 s  |
| 9e | Jacob Moe Rasmussen | Danemark  | GLS                       | + 1 min 08 s  |
| 10e | Bogdan Bondariew    | Ukraine   | Intel-Action              | + 1 min 08 s  |

| \| Classement général \| Classement général \| Classement général \| Classement général \| Classement général \| \| Coureur \| Coureur \| Pays \| Équipe \| Temps \| \| ------------------ \| ------------------ \| ------------------ \| ----------------------- \| ------------------ \| \| 1er \| Ivan Basso \| Italie \| CSC \| 16 h 22 min 53 s \| \| 2e \| Kurt Asle Arvesen \| Norvège \| CSC \| + 2 min 28 s \| \| 3e \| Rory Sutherland \| Australie \| Rabobank \| + 2 min 51 s \| \| 4e \| Daniele Nardello \| Italie \| T-Mobile \| + 3 min 07 s \| \| 5e \| Tomas Vaitkus \| Lituanie \| AG2R Prévoyance \| + 3 min 08 s \| \| 6e \| Sergueï Lagoutine \| Ouzbekistan \| Landbouwkrediet-Colnago \| + 3 min 45 s \| \| 7e \| Grischa Niermann \| Allemagne \| Rabobank \| + 3 min 50 s \| \| 8e \| Alexandr Kolobnev \| Russie \| Rabobank \| + 3 min 56 s \| \| 9e \| Roy Sentjens \| Belgique \| Rabobank \| + 4 min 02 s \| \| 10e \| Anders Lund \| Danemark \| GLS \| + 4 min 13 s \| |                   |             |                         |                  |
| |                   |             |                         |                  |
| |                   |             |                         |                  |
| Classement général |                   |             |                         |                  |
| Coureur | Coureur           | Pays        | Équipe                  | Temps            |
| 1er | Ivan Basso        | Italie      | CSC                     | 16 h 22 min 53 s |
| 2e | Kurt Asle Arvesen | Norvège     | CSC                     | + 2 min 28 s     |
| 3e | Rory Sutherland   | Australie   | Rabobank                | + 2 min 51 s     |
| 4e | Daniele Nardello  | Italie      | T-Mobile                | + 3 min 07 s     |
| 5e | Tomas Vaitkus     | Lituanie    | AG2R Prévoyance         | + 3 min 08 s     |
| 6e | Sergueï Lagoutine | Ouzbekistan | Landbouwkrediet-Colnago | + 3 min 45 s     |
| 7e | Grischa Niermann  | Allemagne   | Rabobank                | + 3 min 50 s     |
| 8e | Alexandr Kolobnev | Russie      | Rabobank                | + 3 min 56 s     |
| 9e | Roy Sentjens      | Belgique    | Rabobank                | + 4 min 02 s     |
| 10e | Anders Lund       | Danemark    | GLS                     | + 4 min 13 s     |

### 6eétape
La sixième étape s'est déroulée le 7 août 2005 de Slagelse à Frederiksberg, sur une distance de 165 km.
| \| Classement de l'étape \| Classement de l'étape \| Classement de l'étape \| Classement de l'étape \| Classement de l'étape \| \| Coureur \| Coureur \| Pays \| Équipe \| Temps \| \| --------------------- \| --------------------- \| --------------------- \| ------------------------- \| --------------------- \| \| 1er \| André Greipel \| Allemagne \| Wiesenhof \| 3 h 35 min 37 s \| \| 2e \| Tomas Vaitkus \| Lituanie \| AG2R Prévoyance \| + 0 s \| \| 3e \| Paride Grillo \| Italie \| Ceramica Panaria-Navigare \| + 0 s \| \| 4e \| Graeme Brown \| Australie \| Ceramica Panaria-Navigare \| + 0 s \| \| 5e \| Marcin Lewandowski \| Pologne \| Intel-Action \| + 0 s \| \| 6e \| Kurt Asle Arvesen \| Norvège \| CSC \| + 0 s \| \| 7e \| Jens-Erik Madsen \| Danemark \| Glud & Marstrand Horsens \| + 3 s \| \| 8e \| Roy Sentjens \| Belgique \| Rabobank \| + 3 s \| \| 9e \| Sergueï Lagoutine \| Ouzbekistan \| Landbouwkrediet-Colnago \| + 3 s \| \| 10e \| Martin Pedersen \| Danemark \| GLS \| + 3 s \| |                    |             |                           |                 |
| |                    |             |                           |                 |
| |                    |             |                           |                 |
| Classement de l'étape |                    |             |                           |                 |
| Coureur | Coureur            | Pays        | Équipe                    | Temps           |
| 1er | André Greipel      | Allemagne   | Wiesenhof                 | 3 h 35 min 37 s |
| 2e | Tomas Vaitkus      | Lituanie    | AG2R Prévoyance           | + 0 s           |
| 3e | Paride Grillo      | Italie      | Ceramica Panaria-Navigare | + 0 s           |
| 4e | Graeme Brown       | Australie   | Ceramica Panaria-Navigare | + 0 s           |
| 5e | Marcin Lewandowski | Pologne     | Intel-Action              | + 0 s           |
| 6e | Kurt Asle Arvesen  | Norvège     | CSC                       | + 0 s           |
| 7e | Jens-Erik Madsen   | Danemark    | Glud & Marstrand Horsens  | + 3 s           |
| 8e | Roy Sentjens       | Belgique    | Rabobank                  | + 3 s           |
| 9e | Sergueï Lagoutine  | Ouzbekistan | Landbouwkrediet-Colnago   | + 3 s           |
| 10e | Martin Pedersen    | Danemark    | GLS                       | + 3 s           |

## Classements finals

### Classement général
| \| Classement général \| Classement général \| Classement général \| Classement général \| Classement général \| \| Coureur \| Coureur \| Pays \| Équipe \| Temps \| \| ------------------ \| ------------------ \| ------------------ \| ----------------------- \| ------------------ \| \| 1er \| Ivan Basso \| Italie \| CSC \| 19 h 58 min 37 s \| \| 2e \| Kurt Asle Arvesen \| Norvège \| CSC \| + 2 min 21 s \| \| 3e \| Rory Sutherland \| Australie \| Rabobank \| + 2 min 51 s \| \| 4e \| Tomas Vaitkus \| Lituanie \| AG2R Prévoyance \| + 2 min 55 s \| \| 5e \| Daniele Nardello \| Italie \| T-Mobile \| + 3 min 07 s \| \| 6e \| Sergueï Lagoutine \| Ouzbekistan \| Landbouwkrediet-Colnago \| + 3 min 41 s \| \| 7e \| Grischa Niermann \| Allemagne \| Rabobank \| + 3 min 50 s \| \| 8e \| Alexandr Kolobnev \| Russie \| Rabobank \| + 3 min 56 s \| \| 9e \| Roy Sentjens \| Belgique \| Rabobank \| + 3 min 58 s \| \| 10e \| André Greipel \| Allemagne \| Wiesenhof \| + 4 min 05 s \| |                   |             |                         |                  |
| |                   |             |                         |                  |
| |                   |             |                         |                  |
| Classement général |                   |             |                         |                  |
| Coureur | Coureur           | Pays        | Équipe                  | Temps            |
| 1er | Ivan Basso        | Italie      | CSC                     | 19 h 58 min 37 s |
| 2e | Kurt Asle Arvesen | Norvège     | CSC                     | + 2 min 21 s     |
| 3e | Rory Sutherland   | Australie   | Rabobank                | + 2 min 51 s     |
| 4e | Tomas Vaitkus     | Lituanie    | AG2R Prévoyance         | + 2 min 55 s     |
| 5e | Daniele Nardello  | Italie      | T-Mobile                | + 3 min 07 s     |
| 6e | Sergueï Lagoutine | Ouzbekistan | Landbouwkrediet-Colnago | + 3 min 41 s     |
| 7e | Grischa Niermann  | Allemagne   | Rabobank                | + 3 min 50 s     |
| 8e | Alexandr Kolobnev | Russie      | Rabobank                | + 3 min 56 s     |
| 9e | Roy Sentjens      | Belgique    | Rabobank                | + 3 min 58 s     |
| 10e | André Greipel     | Allemagne   | Wiesenhof               | + 4 min 05 s     |

| Classement par points | Classement par points | Classement par points | Classement par points       | Classement par points |
| Coureur               | Coureur               | Pays                  | Équipe                      | Points                |
| --------------------- | --------------------- | --------------------- | --------------------------- | --------------------- |
| 1er                   | Ivan Basso            | Italie                | CSC                         | 66 pts                |
| 2e                    | André Greipel         | Allemagne             | Wiesenhof                   | 43 pts                |
| 3e                    | Kurt Asle Arvesen     | Norvège               | CSC                         | 39 pts                |
| 4e                    | Paride Grillo         | Italie                | Ceramica Panaria-Navigare   | 33 pts                |
| 5e                    | Tomas Vaitkus         | Lituanie              | AG2R Prévoyance             | 31 pts                |
| 6e                    | Jens Voigt            | Allemagne             | CSC                         | 29 pts                |
| 7e                    | Daniele Nardello      | Italie                | T-Mobile                    | 23 pts                |
| 8e                    | Aliaksandr Usau       | Biélorussie           | AG2R Prévoyance             | 23 pts                |
| 9e                    | Martin Pedersen       | Danemark              | GLS                         | 20 pts                |
| 10e                   | Iljo Keisse           | Belgique              | Chocolade Jacques-T-Interim | 19 pts                |

| Classement par points | Classement par points | Classement par points | Classement par points       | Classement par points |
| Coureur               | Coureur               | Pays                  | Équipe                      | Points                |
| --------------------- | --------------------- | --------------------- | --------------------------- | --------------------- |
| 1er                   | Ivan Basso            | Italie                | CSC                         | 66 pts                |
| 2e                    | André Greipel         | Allemagne             | Wiesenhof                   | 43 pts                |
| 3e                    | Kurt Asle Arvesen     | Norvège               | CSC                         | 39 pts                |
| 4e                    | Paride Grillo         | Italie                | Ceramica Panaria-Navigare   | 33 pts                |
| 5e                    | Tomas Vaitkus         | Lituanie              | AG2R Prévoyance             | 31 pts                |
| 6e                    | Jens Voigt            | Allemagne             | CSC                         | 29 pts                |
| 7e                    | Daniele Nardello      | Italie                | T-Mobile                    | 23 pts                |
| 8e                    | Aliaksandr Usau       | Biélorussie           | AG2R Prévoyance             | 23 pts                |
| 9e                    | Martin Pedersen       | Danemark              | GLS                         | 20 pts                |
| 10e                   | Iljo Keisse           | Belgique              | Chocolade Jacques-T-Interim | 19 pts                |

| Classement de la montagne | Classement de la montagne  | Classement de la montagne | Classement de la montagne   | Classement de la montagne |
| Coureur                   | Coureur                    | Pays                      | Équipe                      | Points                    |
| ------------------------- | -------------------------- | ------------------------- | --------------------------- | ------------------------- |
| 1er                       | Martin Müller              | Allemagne                 | Wiesenhof                   | 54 pts                    |
| 2e                        | Martin Mortensen           | Danemark                  |                             | 36 pts                    |
| 3e                        | Sergiy Matveyev            | Ukraine                   | Ceramica Panaria-Navigare   | 28 pts                    |
| 4e                        | Jens Voigt                 | Allemagne                 | CSC                         | 24 pts                    |
| 5e                        | Tom Stubbe                 | Belgique                  | Chocolade Jacques-T-Interim | 20 pts                    |
| 6e                        | Wesley Van Speybroeck      | Belgique                  | Chocolade Jacques-T-Interim | 20 pts                    |
| 7e                        | Allan Bo Andresen          | Royaume du Danemark       | Designa Køkken              | 20 pts                    |
| 8e                        | Kristoffer Gudmund Nielsen | Danemark                  | GLS                         | 14 pts                    |
| 9e                        | Christophe Riblon          | France                    | AG2R Prévoyance             | 14 pts                    |
| 10e                       | Roy Hegreberg              | Norvège                   | Glud & Marstrand Horsens    | 14 pts                    |

| Classement de la montagne | Classement de la montagne  | Classement de la montagne | Classement de la montagne   | Classement de la montagne |
| Coureur                   | Coureur                    | Pays                      | Équipe                      | Points                    |
| ------------------------- | -------------------------- | ------------------------- | --------------------------- | ------------------------- |
| 1er                       | Martin Müller              | Allemagne                 | Wiesenhof                   | 54 pts                    |
| 2e                        | Martin Mortensen           | Danemark                  |                             | 36 pts                    |
| 3e                        | Sergiy Matveyev            | Ukraine                   | Ceramica Panaria-Navigare   | 28 pts                    |
| 4e                        | Jens Voigt                 | Allemagne                 | CSC                         | 24 pts                    |
| 5e                        | Tom Stubbe                 | Belgique                  | Chocolade Jacques-T-Interim | 20 pts                    |
| 6e                        | Wesley Van Speybroeck      | Belgique                  | Chocolade Jacques-T-Interim | 20 pts                    |
| 7e                        | Allan Bo Andresen          | Royaume du Danemark       | Designa Køkken              | 20 pts                    |
| 8e                        | Kristoffer Gudmund Nielsen | Danemark                  | GLS                         | 14 pts                    |
| 9e                        | Christophe Riblon          | France                    | AG2R Prévoyance             | 14 pts                    |
| 10e                       | Roy Hegreberg              | Norvège                   | Glud & Marstrand Horsens    | 14 pts                    |

| Classement du meilleur jeune | Classement du meilleur jeune | Classement du meilleur jeune | Classement du meilleur jeune | Classement du meilleur jeune |
| Coureur                      | Coureur                      | Pays                         | Équipe                       | Temps                        |
| ---------------------------- | ---------------------------- | ---------------------------- | ---------------------------- | ---------------------------- |
| 1er                          | Rory Sutherland              | Australie                    | Rabobank                     | 20 h 01 min 28 s             |
| 2e                           | Tomas Vaitkus                | Lituanie                     | AG2R Prévoyance              | + 4 s                        |
| 3e                           | Sergueï Lagoutine            | Ouzbekistan                  | Landbouwkrediet-Colnago      | + 50 s                       |
| 4e                           | Alexandr Kolobnev            | Russie                       | Rabobank                     | + 1 min 05 s                 |
| 5e                           | Roy Sentjens                 | Belgique                     | Rabobank                     | + 1 min 07 s                 |
| 6e                           | André Greipel                | Allemagne                    | Wiesenhof                    | + 1 min 14 s                 |
| 7e                           | Anders Lund                  | Danemark                     | GLS                          | + 1 min 22 s                 |
| 8e                           | Bernhard Kohl                | Autriche                     | T-Mobile                     | + 1 min 26 s                 |
| 9e                           | Lloyd Mondory                | France                       | AG2R Prévoyance              | + 1 min 58 s                 |
| 10e                          | Benny De Schrooder           | Belgique                     | Chocolade Jacques-T-Interim  | + 2 min 20 s                 |

| Classement du meilleur jeune | Classement du meilleur jeune | Classement du meilleur jeune | Classement du meilleur jeune | Classement du meilleur jeune |
| Coureur                      | Coureur                      | Pays                         | Équipe                       | Temps                        |
| ---------------------------- | ---------------------------- | ---------------------------- | ---------------------------- | ---------------------------- |
| 1er                          | Rory Sutherland              | Australie                    | Rabobank                     | 20 h 01 min 28 s             |
| 2e                           | Tomas Vaitkus                | Lituanie                     | AG2R Prévoyance              | + 4 s                        |
| 3e                           | Sergueï Lagoutine            | Ouzbekistan                  | Landbouwkrediet-Colnago      | + 50 s                       |
| 4e                           | Alexandr Kolobnev            | Russie                       | Rabobank                     | + 1 min 05 s                 |
| 5e                           | Roy Sentjens                 | Belgique                     | Rabobank                     | + 1 min 07 s                 |
| 6e                           | André Greipel                | Allemagne                    | Wiesenhof                    | + 1 min 14 s                 |
| 7e                           | Anders Lund                  | Danemark                     | GLS                          | + 1 min 22 s                 |
| 8e                           | Bernhard Kohl                | Autriche                     | T-Mobile                     | + 1 min 26 s                 |
| 9e                           | Lloyd Mondory                | France                       | AG2R Prévoyance              | + 1 min 58 s                 |
| 10e                          | Benny De Schrooder           | Belgique                     | Chocolade Jacques-T-Interim  | + 2 min 20 s                 |

| Classement par équipes | Classement par équipes      | Classement par équipes | Classement par équipes |
| Équipe                 | Équipe                      | Pays                   | Temps                  |
| ---------------------- | --------------------------- | ---------------------- | ---------------------- |
| 1re                    | CSC                         | Danemark               | 60 h 01 min 21 s       |
| 2e                     | Rabobank                    | Pays-Bas               | + 4 min 48 s           |
| 3e                     | AG2R Prévoyance             | France                 | + 7 min 32 s           |
| 4e                     | Landbouwkrediet-Colnago     | Belgique               | + 7 min 40 s           |
| 5e                     | Wiesenhof                   | Allemagne              | + 7 min 59 s           |
| 6e                     | GLS                         | Danemark               | + 8 min 49 s           |
| 7e                     | Chocolade Jacques-T-Interim | Belgique               | + 9 min 06 s           |
| 8e                     | Ceramica Panaria-Navigare   | Italie                 | + 10 min 45 s          |
| 9e                     | Intel-Action                | Pologne                | + 12 min 37 s          |
| 10e                    | Danemark                    | Danemark               | + 13 min 43 s          |

| Classement par équipes | Classement par équipes      | Classement par équipes | Classement par équipes |
| Équipe                 | Équipe                      | Pays                   | Temps                  |
| ---------------------- | --------------------------- | ---------------------- | ---------------------- |
| 1re                    | CSC                         | Danemark               | 60 h 01 min 21 s       |
| 2e                     | Rabobank                    | Pays-Bas               | + 4 min 48 s           |
| 3e                     | AG2R Prévoyance             | France                 | + 7 min 32 s           |
| 4e                     | Landbouwkrediet-Colnago     | Belgique               | + 7 min 40 s           |
| 5e                     | Wiesenhof                   | Allemagne              | + 7 min 59 s           |
| 6e                     | GLS                         | Danemark               | + 8 min 49 s           |
| 7e                     | Chocolade Jacques-T-Interim | Belgique               | + 9 min 06 s           |
| 8e                     | Ceramica Panaria-Navigare   | Italie                 | + 10 min 45 s          |
| 9e                     | Intel-Action                | Pologne                | + 12 min 37 s          |
| 10e                    | Danemark                    | Danemark               | + 13 min 43 s          |

## Évolution des classements
| Étape            | Vainqueur        | Classement général | Classement par points | Classement de la montagne [[Fichier:\|20px\|class=noviewer\|]] | Classement du meilleur jeune | Classement des sprints | Classement par équipes |
| ---------------- | ---------------- | ------------------ | --------------------- | -------------------------------------------------------------- | ---------------------------- | ---------------------- | ---------------------- |
| 1                | Ivan Basso       | Ivan Basso         | Ivan Basso            | Wesley Van Speybroeck                                          | Andre Greipel                | Jens Voigt             | CSC                    |
| 2                | Ivan Basso       | Ivan Basso         | Ivan Basso            | Martin Mortensen                                               | Andre Greipel                | Jens Voigt             | CSC                    |
| 3                | Ivan Basso       | Ivan Basso         | Ivan Basso            | Martin Müller                                                  | Rory Sutherland              | Jens Voigt             | CSC                    |
| 4                | Paride Grillo    | Ivan Basso         | Ivan Basso            | Martin Müller                                                  | Rory Sutherland              | Jens Voigt             | CSC                    |
| 5                | Ivan Basso       | Ivan Basso         | Ivan Basso            | Martin Müller                                                  | Rory Sutherland              | Jens Voigt             | CSC                    |
| 6                | André Greipel    | Ivan Basso         | Ivan Basso            | Martin Müller                                                  | Rory Sutherland              | Allan Bo Andresen      | CSC                    |
| Classement final | Classement final | Ivan Basso         | Ivan Basso            | Martin Müller                                                  | Rory Sutherland              | Allan Bo Andresen      | CSC                    |

## Liste des participants
| CSC | CSC                     | CSC  |
| --- | ----------------------- | ---- |
| Num | Coureur                 | Pos  |
| 1   | Kurt Asle Arvesen (NOR) | 2e   |
| 2   | Ivan Basso (ITA)        | 1er  |
| 3   | Jakob Piil (DEN)        | 32e  |
| 4   | Allan Johansen (DEN)    | 58e  |
| 5   | Lars Bak (DEN)          | 36e  |
| 6   | Jens Voigt (GER)        | 35e  |
| 7   | Lars Michaelsen (DEN)   | 54e  |
| 8   | Nicki Sørensen (DEN)    | AB-4 |

| T-Mobile TMO | T-Mobile TMO           | T-Mobile TMO |
| ------------ | ---------------------- | ------------ |
| Num          | Coureur                | Pos          |
| 11           | Daniele Nardello (ITA) | 5e           |
| 13           | Bernhard Kohl (AUT)    | 12e          |
| 14           | Tomáš Konečný (CZE)    | 77e          |
| 15           | Jan Schaffrath (GER)   | AB-2         |
| 16           | Robert Bengsch (GER)   | 57e          |

| Rabobank RAB | Rabobank RAB            | Rabobank RAB |
| ------------ | ----------------------- | ------------ |
| Num          | Coureur                 | Pos          |
| 21           | Jukka Vastaranta (FIN)  | AB-4         |
| 22           | Niels Scheuneman (NED)  | AB-6         |
| 23           | Pedro Horrillo (ESP)    | 40e          |
| 24           | Grischa Niermann (GER)  | 7e           |
| 25           | Ronald Mutsaars (NED)   | 45e          |
| 26           | Rory Sutherland (AUS)   | 3e           |
| 27           | Alexandr Kolobnev (RUS) | 8e           |
| 28           | Roy Sentjens (BEL)      | 9e           |

| AG2R Prévoyance A2R | AG2R Prévoyance A2R     | AG2R Prévoyance A2R |
| ------------------- | ----------------------- | ------------------- |
| Num                 | Coureur                 | Pos                 |
| 31                  | Mark Scanlon (IRL)      | 60e                 |
| 32                  | Tomas Vaitkus (LTU)     | 4e                  |
| 33                  | Aliaksandr Usau (BLR)   | 17e                 |
| 34                  | Andy Flickinger (FRA)   | 76e                 |
| 35                  | Laurent Mangel (FRA)    | 85e                 |
| 36                  | Lloyd Mondory (FRA)     | 15e                 |
| 37                  | Erki Pütsep (EST)       | 70e                 |
| 38                  | Christophe Riblon (FRA) | 95e                 |

| Ceramica Panaria-Navigare PAN | Ceramica Panaria-Navigare PAN   | Ceramica Panaria-Navigare PAN |
| ----------------------------- | ------------------------------- | ----------------------------- |
| Num                           | Coureur                         | Pos                           |
| 41                            | Graeme Brown (AUS)              | 38e                           |
| 42                            | Moisés Aldape (MEX)             | 27e                           |
| 43                            | Sergiy Matveyev (UKR)           | 61e                           |
| 44                            | Paride Grillo (ITA)             | 33e                           |
| 45                            | Guillermo Rubén Bongiorno (ARG) | AB-3                          |
| 46                            | Alejandro Borrajo (ARG)         | 90e                           |
| 47                            | Mirko Allegrini (ITA)           | 52e                           |
| 48                            | Aitor Galdós (ESP)              | AB-3                          |

| Intel-Action ___ | Intel-Action ___         | Intel-Action ___ |
| ---------------- | ------------------------ | ---------------- |
| Num              | Coureur                  | Pos              |
| 52               | Marcin Osiński (POL)     | AB-6             |
| 53               | Dennis Kraft (GER)       | 46e              |
| 54               | Bogdan Bondariew (UKR)   | 16e              |
| 55               | Kazimierz Stafiej (POL)  | 88e              |
| 56               | Marcin Lewandowski (POL) | 84e              |
| 57               | Krzysztof Krzywy (POL)   | 29e              |
| 58               | Łukasz Bodnar (POL)      | 69e              |

| Barloworld-Valsir TBL | Barloworld-Valsir TBL | Barloworld-Valsir TBL |
| --------------------- | --------------------- | --------------------- |
| Num                   | Coureur               | Pos                   |
| 61                    | Enrico Degano (ITA)   |                       |
| 63                    | Jeremy Maartens (RSA) | 59e                   |
| 64                    | Luca Celli (ITA)      |                       |
| 65                    | Rodney Green (RSA)    | 91e                   |
| 66                    | René Jørgensen (DEN)  | 18e                   |
| 67                    | Tom Southam (GBR)     | 74e                   |
| 68                    | Sean Sullivan (AUS)   |                       |

| Landbouwkrediet-Colnago LAN | Landbouwkrediet-Colnago LAN | Landbouwkrediet-Colnago LAN |
| --------------------------- | --------------------------- | --------------------------- |
| Num                         | Coureur                     | Pos                         |
| 71                          | Ludovic Capelle (BEL)       |                             |
| 72                          | Steve Cummings (GBR)        | 39e                         |
| 73                          | Sergueï Lagoutine (UZB)     | 6e                          |
| 74                          | James Vanlandschoot (BEL)   | 20e                         |
| 75                          | Geert Verheyen (BEL)        |                             |
| 76                          | Glenn D'Hollander (BEL)     |                             |
| 77                          | Michael Simms (AUS)         |                             |
| 78                          | Tony Bracke (BEL)           | 73e                         |

| Chocolade Jacques-T-Interim JAC | Chocolade Jacques-T-Interim JAC | Chocolade Jacques-T-Interim JAC |
| ------------------------------- | ------------------------------- | ------------------------------- |
| Num                             | Coureur                         | Pos                             |
| 81                              | Koen Barbé (BEL)                | 52e                             |
| 82                              | Matthew Gilmore (BEL)           | 56e                             |
| 83                              | Iljo Keisse (BEL)               | 31e                             |
| 84                              | Tom Stubbe (BEL)                | 49e                             |
| 85                              | Kurt Hovelijnck (BEL)           |                                 |
| 86                              | Wouter Van Mechelen (BEL)       | 72e                             |
| 87                              | Wesley Van Speybroeck (BEL)     | 93e                             |
| 88                              | Benny De Schrooder (BEL)        | 19e                             |

| Ed System-ZVVZ ___ | Ed System-ZVVZ ___      | Ed System-ZVVZ ___ |
| ------------------ | ----------------------- | ------------------ |
| Num                | Coureur                 | Pos                |
| 91                 | Ján Svorada (CZE)       | 13e                |
| 92                 | Jindrich Vana (CZE)     |                    |
| 93                 | Kamil Vrána (CZE)       | 75e                |
| 94                 | Milan Kadlec (CZE)      | 63e                |
| 95                 | Josef Soukup (CZE)      |                    |
| 96                 | Ján Valach (SVK)        | 66e                |
| 97                 | Michal Přecechtěl (CZE) | 14e                |
| 98                 | Pavel Zerzáň (CZE)      | 43e                |

| Wiesenhof WIE | Wiesenhof WIE           | Wiesenhof WIE |
| ------------- | ----------------------- | ------------- |
| Num           | Coureur                 | Pos           |
| 101           | Ralf Grabsch (GER)      | 25e           |
| 102           | André Greipel (GER)     | 10e           |
| 103           | Sebastian Siedler (GER) | 37e           |
| 104           | Steffen Radochla (GER)  | 22e           |
| 105           | Daniel Musiol (GER)     | 71e           |
| 106           | Martin Müller (GER)     | 48e           |
| 107           | René Obst (GER)         | 41e           |
| 108           | Roberto Lochowski (GER) | 81e           |

| GLS TPH | GLS TPH                          | GLS TPH |
| ------- | -------------------------------- | ------- |
| Num     | Coureur                          | Pos     |
| 111     | Martin Pedersen (DEN)            | 82e     |
| 112     | Jimmy Hansen (DEN)               | 30e     |
| 113     | Kasper Jebjerg (DEN)             |         |
| 114     | Anders Lund (DEN)                | 11e     |
| 115     | Michael Mørkøv (DEN)             | 89e     |
| 116     | Kristoffer Gudmund Nielsen (DEN) | 62e     |
| 117     | Jacob Moe Rasmussen (DEN)        | 44e     |
| 118     | Lars Høg Thomsen                 | 26e     |

| Glud & Marstrand Horsens GLU | Glud & Marstrand Horsens GLU | Glud & Marstrand Horsens GLU |
| ---------------------------- | ---------------------------- | ---------------------------- |
| Num                          | Coureur                      | Pos                          |
| 121                          | Michael Skelde (DEN)         | 47e                          |
| 122                          | Lasse Bøchman                |                              |
| 123                          | Roy Hegreberg (NOR)          | 87e                          |
| 124                          | Jacob Nielsen (DEN)          | 50e                          |
| 125                          | Michael Smith Larsen         |                              |

| CSC | CSC                       | CSC |
| --- | ------------------------- | --- |
| Num | Coureur                   | Pos |
| 126 | Kasper Klostergaard (DEN) |     |

| Glud & Marstrand Horsens GLU | Glud & Marstrand Horsens GLU | Glud & Marstrand Horsens GLU |
| ---------------------------- | ---------------------------- | ---------------------------- |
| Num                          | Coureur                      | Pos                          |
| 127                          | Håvard Nybø (NOR)            | 24e                          |
| 128                          | Jens-Erik Madsen (DEN)       | 55e                          |

| Designa Køkken DES | Designa Køkken DES  | Designa Køkken DES |
| ------------------ | ------------------- | ------------------ |
| Num                | Coureur             | Pos                |
| 131                | Michael Reihs (DEN) | 23e                |
| 132                | Daniel Foder (DEN)  | 64e                |
| 133                | Allan Bo Andresen   | 86e                |

| ColoQuick ___ | ColoQuick ___          | ColoQuick ___ |
| ------------- | ---------------------- | ------------- |
| Num           | Coureur                | Pos           |
| 134           | Michael Larsen         | 92e           |
| 135           | Rune Udby              | 67e           |
| 137           | Morten Ryberg Gottlieb | 68e           |
| 138           | Gøran Jensen           | 78e           |

| CSC | CSC                     | CSC  |
| --- | ----------------------- | ---- |
| Num | Coureur                 | Pos  |
| 1   | Kurt Asle Arvesen (NOR) | 2e   |
| 2   | Ivan Basso (ITA)        | 1er  |
| 3   | Jakob Piil (DEN)        | 32e  |
| 4   | Allan Johansen (DEN)    | 58e  |
| 5   | Lars Bak (DEN)          | 36e  |
| 6   | Jens Voigt (GER)        | 35e  |
| 7   | Lars Michaelsen (DEN)   | 54e  |
| 8   | Nicki Sørensen (DEN)    | AB-4 |

| T-Mobile TMO | T-Mobile TMO           | T-Mobile TMO |
| ------------ | ---------------------- | ------------ |
| Num          | Coureur                | Pos          |
| 11           | Daniele Nardello (ITA) | 5e           |
| 13           | Bernhard Kohl (AUT)    | 12e          |
| 14           | Tomáš Konečný (CZE)    | 77e          |
| 15           | Jan Schaffrath (GER)   | AB-2         |
| 16           | Robert Bengsch (GER)   | 57e          |

| Rabobank RAB | Rabobank RAB            | Rabobank RAB |
| ------------ | ----------------------- | ------------ |
| Num          | Coureur                 | Pos          |
| 21           | Jukka Vastaranta (FIN)  | AB-4         |
| 22           | Niels Scheuneman (NED)  | AB-6         |
| 23           | Pedro Horrillo (ESP)    | 40e          |
| 24           | Grischa Niermann (GER)  | 7e           |
| 25           | Ronald Mutsaars (NED)   | 45e          |
| 26           | Rory Sutherland (AUS)   | 3e           |
| 27           | Alexandr Kolobnev (RUS) | 8e           |
| 28           | Roy Sentjens (BEL)      | 9e           |

| AG2R Prévoyance A2R | AG2R Prévoyance A2R     | AG2R Prévoyance A2R |
| ------------------- | ----------------------- | ------------------- |
| Num                 | Coureur                 | Pos                 |
| 31                  | Mark Scanlon (IRL)      | 60e                 |
| 32                  | Tomas Vaitkus (LTU)     | 4e                  |
| 33                  | Aliaksandr Usau (BLR)   | 17e                 |
| 34                  | Andy Flickinger (FRA)   | 76e                 |
| 35                  | Laurent Mangel (FRA)    | 85e                 |
| 36                  | Lloyd Mondory (FRA)     | 15e                 |
| 37                  | Erki Pütsep (EST)       | 70e                 |
| 38                  | Christophe Riblon (FRA) | 95e                 |

| Ceramica Panaria-Navigare PAN | Ceramica Panaria-Navigare PAN   | Ceramica Panaria-Navigare PAN |
| ----------------------------- | ------------------------------- | ----------------------------- |
| Num                           | Coureur                         | Pos                           |
| 41                            | Graeme Brown (AUS)              | 38e                           |
| 42                            | Moisés Aldape (MEX)             | 27e                           |
| 43                            | Sergiy Matveyev (UKR)           | 61e                           |
| 44                            | Paride Grillo (ITA)             | 33e                           |
| 45                            | Guillermo Rubén Bongiorno (ARG) | AB-3                          |
| 46                            | Alejandro Borrajo (ARG)         | 90e                           |
| 47                            | Mirko Allegrini (ITA)           | 52e                           |
| 48                            | Aitor Galdós (ESP)              | AB-3                          |

| Intel-Action ___ | Intel-Action ___         | Intel-Action ___ |
| ---------------- | ------------------------ | ---------------- |
| Num              | Coureur                  | Pos              |
| 52               | Marcin Osiński (POL)     | AB-6             |
| 53               | Dennis Kraft (GER)       | 46e              |
| 54               | Bogdan Bondariew (UKR)   | 16e              |
| 55               | Kazimierz Stafiej (POL)  | 88e              |
| 56               | Marcin Lewandowski (POL) | 84e              |
| 57               | Krzysztof Krzywy (POL)   | 29e              |
| 58               | Łukasz Bodnar (POL)      | 69e              |

| Barloworld-Valsir TBL | Barloworld-Valsir TBL | Barloworld-Valsir TBL |
| --------------------- | --------------------- | --------------------- |
| Num                   | Coureur               | Pos                   |
| 61                    | Enrico Degano (ITA)   |                       |
| 63                    | Jeremy Maartens (RSA) | 59e                   |
| 64                    | Luca Celli (ITA)      |                       |
| 65                    | Rodney Green (RSA)    | 91e                   |
| 66                    | René Jørgensen (DEN)  | 18e                   |
| 67                    | Tom Southam (GBR)     | 74e                   |
| 68                    | Sean Sullivan (AUS)   |                       |

| Landbouwkrediet-Colnago LAN | Landbouwkrediet-Colnago LAN | Landbouwkrediet-Colnago LAN |
| --------------------------- | --------------------------- | --------------------------- |
| Num                         | Coureur                     | Pos                         |
| 71                          | Ludovic Capelle (BEL)       |                             |
| 72                          | Steve Cummings (GBR)        | 39e                         |
| 73                          | Sergueï Lagoutine (UZB)     | 6e                          |
| 74                          | James Vanlandschoot (BEL)   | 20e                         |
| 75                          | Geert Verheyen (BEL)        |                             |
| 76                          | Glenn D'Hollander (BEL)     |                             |
| 77                          | Michael Simms (AUS)         |                             |
| 78                          | Tony Bracke (BEL)           | 73e                         |

| Chocolade Jacques-T-Interim JAC | Chocolade Jacques-T-Interim JAC | Chocolade Jacques-T-Interim JAC |
| ------------------------------- | ------------------------------- | ------------------------------- |
| Num                             | Coureur                         | Pos                             |
| 81                              | Koen Barbé (BEL)                | 52e                             |
| 82                              | Matthew Gilmore (BEL)           | 56e                             |
| 83                              | Iljo Keisse (BEL)               | 31e                             |
| 84                              | Tom Stubbe (BEL)                | 49e                             |
| 85                              | Kurt Hovelijnck (BEL)           |                                 |
| 86                              | Wouter Van Mechelen (BEL)       | 72e                             |
| 87                              | Wesley Van Speybroeck (BEL)     | 93e                             |
| 88                              | Benny De Schrooder (BEL)        | 19e                             |

| Ed System-ZVVZ ___ | Ed System-ZVVZ ___      | Ed System-ZVVZ ___ |
| ------------------ | ----------------------- | ------------------ |
| Num                | Coureur                 | Pos                |
| 91                 | Ján Svorada (CZE)       | 13e                |
| 92                 | Jindrich Vana (CZE)     |                    |
| 93                 | Kamil Vrána (CZE)       | 75e                |
| 94                 | Milan Kadlec (CZE)      | 63e                |
| 95                 | Josef Soukup (CZE)      |                    |
| 96                 | Ján Valach (SVK)        | 66e                |
| 97                 | Michal Přecechtěl (CZE) | 14e                |
| 98                 | Pavel Zerzáň (CZE)      | 43e                |

| Wiesenhof WIE | Wiesenhof WIE           | Wiesenhof WIE |
| ------------- | ----------------------- | ------------- |
| Num           | Coureur                 | Pos           |
| 101           | Ralf Grabsch (GER)      | 25e           |
| 102           | André Greipel (GER)     | 10e           |
| 103           | Sebastian Siedler (GER) | 37e           |
| 104           | Steffen Radochla (GER)  | 22e           |
| 105           | Daniel Musiol (GER)     | 71e           |
| 106           | Martin Müller (GER)     | 48e           |
| 107           | René Obst (GER)         | 41e           |
| 108           | Roberto Lochowski (GER) | 81e           |

| GLS TPH | GLS TPH                          | GLS TPH |
| ------- | -------------------------------- | ------- |
| Num     | Coureur                          | Pos     |
| 111     | Martin Pedersen (DEN)            | 82e     |
| 112     | Jimmy Hansen (DEN)               | 30e     |
| 113     | Kasper Jebjerg (DEN)             |         |
| 114     | Anders Lund (DEN)                | 11e     |
| 115     | Michael Mørkøv (DEN)             | 89e     |
| 116     | Kristoffer Gudmund Nielsen (DEN) | 62e     |
| 117     | Jacob Moe Rasmussen (DEN)        | 44e     |
| 118     | Lars Høg Thomsen                 | 26e     |

| Glud & Marstrand Horsens GLU | Glud & Marstrand Horsens GLU | Glud & Marstrand Horsens GLU |
| ---------------------------- | ---------------------------- | ---------------------------- |
| Num                          | Coureur                      | Pos                          |
| 121                          | Michael Skelde (DEN)         | 47e                          |
| 122                          | Lasse Bøchman                |                              |
| 123                          | Roy Hegreberg (NOR)          | 87e                          |
| 124                          | Jacob Nielsen (DEN)          | 50e                          |
| 125                          | Michael Smith Larsen         |                              |

| CSC | CSC                       | CSC |
| --- | ------------------------- | --- |
| Num | Coureur                   | Pos |
| 126 | Kasper Klostergaard (DEN) |     |

| Glud & Marstrand Horsens GLU | Glud & Marstrand Horsens GLU | Glud & Marstrand Horsens GLU |
| ---------------------------- | ---------------------------- | ---------------------------- |
| Num                          | Coureur                      | Pos                          |
| 127                          | Håvard Nybø (NOR)            | 24e                          |
| 128                          | Jens-Erik Madsen (DEN)       | 55e                          |

| Designa Køkken DES | Designa Køkken DES  | Designa Køkken DES |
| ------------------ | ------------------- | ------------------ |
| Num                | Coureur             | Pos                |
| 131                | Michael Reihs (DEN) | 23e                |
| 132                | Daniel Foder (DEN)  | 64e                |
| 133                | Allan Bo Andresen   | 86e                |

| ColoQuick ___ | ColoQuick ___          | ColoQuick ___ |
| ------------- | ---------------------- | ------------- |
| Num           | Coureur                | Pos           |
| 134           | Michael Larsen         | 92e           |
| 135           | Rune Udby              | 67e           |
| 137           | Morten Ryberg Gottlieb | 68e           |
| 138           | Gøran Jensen           | 78e           |